# Glossostelma brevilobum
Glossostelma brevilobum är en oleanderväxtart som beskrevs av D.J. Goyder. Glossostelma brevilobum ingår i släktet Glossostelma och familjen oleanderväxter. Inga underarter finns listade i Catalogue of Life.